# Terremoto de Martinica de 2007
El terremoto de Martinica de 2007 fue un sismo registrado el día 29 de noviembre con una magnitud de 7.3 grados en la escala sismológica de magnitud de momento. Hubo 6 muertos y 402 heridos. Miles de personas perdieron sus hogares producto del terremoto. Para alivio de muchos se descartó toda posibilidad de tsunami ya que había sido demasiado profundo.
Se sintió con fuerza en Dominica, Santa Lucía, Guadalupe, Montserrat, Antigua y Barbuda, San Cristóbal y Nieves, Anguilla, Puerto Rico, Islas Vírgenes Británicas y Islas Vírgenes de Estados Unidos. se informaron cortes de energía en Dominica y Guadalupe, también se pudo sentir en Venezuela, Guyana, Surinam y Guyana Francesa, incluso se informó que se sintió tan lejos hasta Bogotá, Colombia.      En Caracas, Venezuela algunas personas evacuaron edificios de oficinas
- Datos: Q4608848